# 亨利·費爾費爾德·奧斯本
亨利·費爾費爾德·奧斯本（英語：Henry Fairfield Osborn，1857年8月8日—1935年11月6日），美国古生物学家、地质学家和优生学倡导者。他担任美国自然历史博物馆馆长25年，也是美国优生学协会的联合创始人。他命名了霸王龙等许多恐龙。